# Anatoli Liádov
Anatoli Konstantínovich Liádov (en ruso Анатолий Константинович Лядов), compositor y pianista ruso, nació en San Petersburgo, Rusia, el 11 de mayo (según el calendario gregoriano, el 19 de abril según el calendario juliano en vigor entonces en Rusia) de 1855 y falleció en Polýnovka (distrito de Borovichí en la región de Nóvgorod) el 28 de agosto (15 de agosto) de 1914.

## Biografía
Anatoli Liádov recibió su primera formación musical de su propio padre, entre los años 1860 y 1868, entrando en el Conservatorio de San Peterburgo en 1870, donde estudió piano, violín, contrapunto y fuga. Luego estudiaría composición con Nikolái Rimski-Kórsakov hasta que fue expulsado en 1876 por faltar a clase. Readmitido en 1878 pudo acabar sus estudios. Fue profesor de composición en el Conservatorio de San Petersburgo desde 1878 y continuador de las tradiciones de Mijaíl Glinka y de Mili Balákirev. Lo sería hasta un breve lapso en 1905 en que dimitió por solidaridad tras la expulsión de Rimski-Kórsakov por motivos políticos; volvería tras la readmisión de éste. Se casó en 1884 y pasó los veranos componiendo en una propiedad de su esposa en Polýnovka, donde acabaría falleciendo en agosto de 1914.
Escribió una sinfonía, varios poemas sinfónicos, coros y obras para piano. Gran maestro de la miniatura, apenas escribió obras de gran formato (algún intento de ballet y de ópera), sus obras más populares son las pequeñas piezas para piano y los poemas sinfónicos sobre temas tradicionales rusos.
Como profesor puede destacare la labor de Liádov como maestro de importantes músicos rusos como Serguéi Prokófiev, Nikolái Miaskovski, Mijaíl Gnesin, Borís Asáfiev y Nikolái Malkó, o Jerzy Lalewicz, pianista polaco afincado en Argentina, gran maestro de otros tantos intérpretes.
Gran amigo de compositores rusos como Nikolái Rimski-Kórsakov, este le dedicó su obra “Obertura sobre temas rusos, op. 28”, de 1866 (fue revisada en 1879-1880), o Alexander Glazunov, quien le dedicaría sus Cinco Nevellettes op. 15 (para cuarteto de cuerdas). La primera impresión de importantes autores como Chaikovski fue mala pero fue mejorando con los años. Cuando ambos se encuentran en noviembre de 1887 es francamente buena.

## Obras

### Para piano
- Biroulki, 14 piezas para piano op. 2
- Seis piezas para piano op. 3:

1. Preludio en do mayor
2. Giga en fa mayor
3. Mazurka

- Piezas para piano op. 4:

1. Arabesca en mi mayor

- Estudio en la bemol mayor op. 5
- Impromptu para piano op. 6
- Dos intermezzi para piano op. 7:

1. En fa mayor

- Dos intermezzi para piano op. 8:

1. En si bemol mayor
2. En si bemol mayor

- Dos piezas para piano op. 9:

1. Vals en fa sostenido menor
2. Mazurka en la bemol mayor

- Tres piezas para piano op. 10:

1. Preludio en re bemol mayor
2. Mazurka

- Tres piezas para piano op. 11:

1. Preludio en si menor
2. Mazurka en modo dórico
3. Mazurka en fa sostenido menor

- Estudio en mi mayor op. 12
- Preludios op. 13:

1. Preludio en sol mayor
2. Preludio en si bemol
3. Preludio en la mayor
4. Preludio en fa sostenido menor

- Dos piezas para piano op. 15:

1. Mazurka en do menor

- Bagatelas para piano op. 17
- Lette novela en do mayor op. 20
- Baladas op. 21:

1. Desde los tiempos antiguos op. 21a
2. Balada op. 21b

- Dos piezas para piano op. 24:

1. Preludio en mi mayor
2. Berceuse en sol bemol mayor

- Idilio op. 25
- Pequeño Vals en sol mayor op. 26
- Preludios op. 27:

1. Preludio en mi bemol mayor
2. Preludio en si mayor
3. Preludio en sol bemol mayor

- Kukolki (Marionetas) en mi bemol mayor op. 29
- Bagatela en re bemol mayor op. 30
- Dos piezas para piano op. 31:

1. “Rústica”, mazurka en sol mayor

- La caja de tabaco musical, vals-badinage para piano op. 32, 1893
- Piezas para piano op. 33:

1. Preludio en la bemol mayor sobre un tema ruso

- Variaciones para piano sobre un tema de Glinka op. 35
- Tres preludios op. 36:

1. En fa sostenido mayor
2. En si bemol mayor
3. En sol mayor

- Estudio en fa mayor op. 37
- Cuatro preludios op. 39:

1. En fa sostenido mayor, Allegro impetuoso

- Estudio y tres preludios op. 40:

1. Estudio en do sostenido menor
2. Preludio en do mayor, Allegretto
3. Preludio en re menor
4. Preludio en re bemol mayor, Allegro

- Mazurka en la mayor (Sobre temas polacos) op. 42
- Barcarola en fa sostenido mayor op. 44
- Cuatro preludios op. 46:

1. En si bemol mayor
2. En mi menor
3. En sol mayor
4. En sol menor

- Variaciones sobre un tema popular polaco en la bemol mayor op. 51
- Tres bagatelas para piano op. 53:

1. En sol sostenido menor
2. En sol mayor
3. En la bemol mayor

- Tres piezas para piano op. 57:

1. Preludio en re bemol mayor, Moderato
2. Vals en mi mayor
3. Mazurka en fa menor

- Cuatro piezas para piano op. 64:

1. Mueca
2. Oscuridad
3. Tentación
4. Reminiscencias

- Sonata op. 82

### Para orquesta
- Intermezzo op. 8
- Scherzo en do mayor para orquesta op. 16: Allegretto-Vivace-Trio.Allegretto-Vivace-Poco Mosso
- Mazurka op. 19
- Polonesa en do mayor (“En memoria de Pushkin”) op. 49
- Polonesa en re mayor op. 55
- Baba Yaga (Leyenda) op. 56 (1905)
- Ocho canciones populares rusas op. 58:

1. Canto religioso. Moderato
2. Villancico “Kolyada”. Allegretto
3. Canción dolorida. Andante
4. Canción humorística “Bailaba con el mosquito”. Allegretto
5. Leyenda de las aves. Allegretto
6. Canción de cuna. Moderato
7. Danza de la rueda. Allegro
8. Canción de la danza de la aldea. Vivo

- Diez arreglos de “Obikhod” op. 61:

1. “Stichira para la Natividad de Cristo”
2. “Tropar-Rozdestvo tvoe, Christe bozhe nash”
3. “Khvalite Gospoda s nebes”

- El lago encantado (Volshebnoye ozero) op. 62 (1909)
- Kikimora op. 63 (1909)
- Danza de la Amazona op. 65
- El Apocalipsis cuadro sinfónico op.66 (1910-1912)
- Nanie op. 67
- Sinfonía en si menor
- Les vendretis (polka)

### Otras
- Escena final de “La novia de Mesina”, de Schiller, para voces solistas, coro y orquesta, op. 28 1878, publicada en 1891. Esta fue su pieza de graduación
- Cinco Fanfarrias de Rimsky-Kórsakov, para quinteto de metales, con Glazounov
- ¡Gloria a Dios!, coral

## Discografía
- Obras Orquestales, Orquesta Filarmónica de la Ciudad de México, director Enrique Bátiz, ASV, 9 de abril de 1990.
- Retratos de Rusia, piano: Stephen Coombs, Hyperion DDD, de 2 de febrero de 1998.
- Brujas, varios autores e intérpretes, ASV (Codaex), DDD 1 de octubre de 1993.
- Mephisto & Co, Varios autores, Orquesta de Minnesota, director Eiji Oue, Referencia, RR-82CD, 20 de abril de 1998.
- Obras para orquesta, Orquesta Filarmónica Eslovaca, director Stephen Gunzenhauser, Naxos, DDD 8.555242, 15 de octubre de 2001.
- Música orquestal (Baba Yaga, El lago encantado, Kikimora, y Ocho canciones populares rusas), 28 de septiembre de 2008.